# Winselsburg
Winselsburg ist ein sagenumwobener Ort nahe der oberfränkischen Stadt Rehau, der wahrscheinlich ein früheres markgräfliches Jagdschlösschen war.
Heute ist es eine verhältnismäßig großflächige rautenförmige Waldabteilung im Rehauer Forst. Das Waldgebiet liegt im Osten von Rehau nördlich des Höllbachs nahe der tschechischen Grenze. Verschiedene Reihen von Grenzsteinen deuten auf ehemalige Besitzgrenzen hin. Ein Bachlauf verbreitert sich zu einem sumpfartigen und mit wenigen kleinen Inseln durchsetzten Gebiet. Der Abschnitt enthält mit Pingen und Halden Spuren früheren Tagebaus.
Der Sage nach war die Winselsburg eine bei einem Unwetter im Sumpf untergegangene Burg. Wanderer sollen das Winseln ehemaliger Bewohner und ihrer Hunde hören können. Grabungen sollen angeblich die Glocke des Burgturms zutage gefördert haben.
Die Bedeutung der Winselsburg als historischer Ort wird in vielen älteren Chroniken über den Rehauer Raum hervorgehoben. Demnach soll dort ein von einem Graben umgebener Hundezwinger der Kulmbach-Bayreuther Markgrafen gestanden haben, der von der Bevölkerung den Spitznamen „Winselsburg“ in Bezug auf die Hundehaltung bekommen haben soll. Falls dort weitere Räume existiert haben, könnte man von einem sehr schlichten Jagdschlösschen sprechen. Das Anwesen soll durch Blitzschlag in Brand geraten und nicht wieder aufgebaut worden sein. Die Gebietsbezeichnung Winselsburg wurde bereits 1502 im Landbuch von Hof verwendet. Markgraf Georg Friedrich soll in dem Areal verstärkt die Jagd ausgeübt haben. Um 1601/1602 fanden Wolfsjagden zur Eindämmung von Schäden statt.